# 福斯特-伦根比尔
福斯特-倫根比爾（德语：Forst-Längenbühl）是瑞士的城鎮，位於該國中西部，由伯恩州負責管轄，面積4.49平方公里，海拔高度652米，2011年人口744，人口密度每平方公里166人。